# Shirasaya
Shirasaya (jap. 白鞘 shira-saya; pochwa białej broni z gładkiego, naturalnego drewna) – rodzaj oprawy do różnych rodzajów broni japońskiej, wykonany z surowego drewna, składający się z pochwy (saya) i rękojeści (tsuka), tworzących jedną całość. Były pozbawione jelca (tsuby), jakichkolwiek ozdób. Czasami jedynie zapisywano na nich informację nt. ostrza (sayagaki).

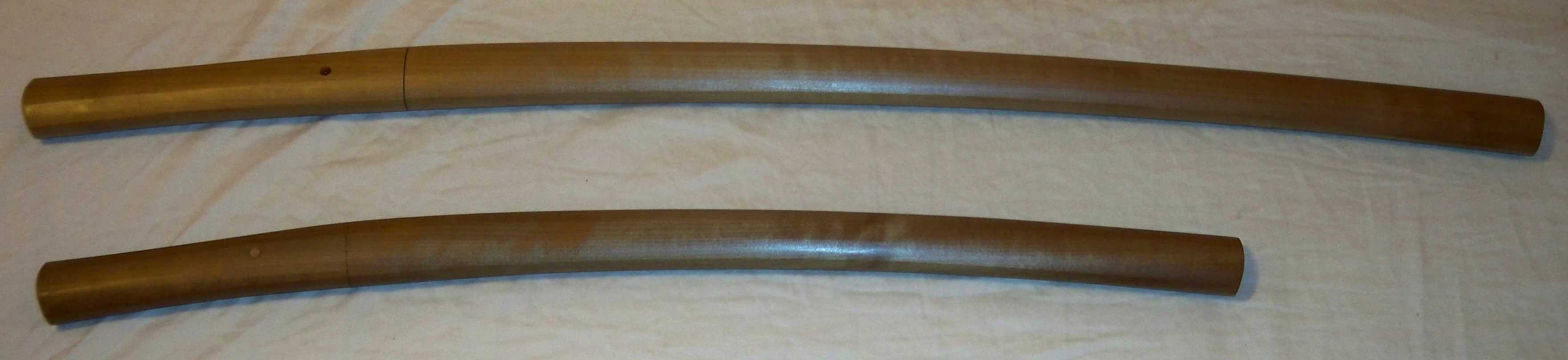
Shirasaya – u góry katana, u dołu wakizashi

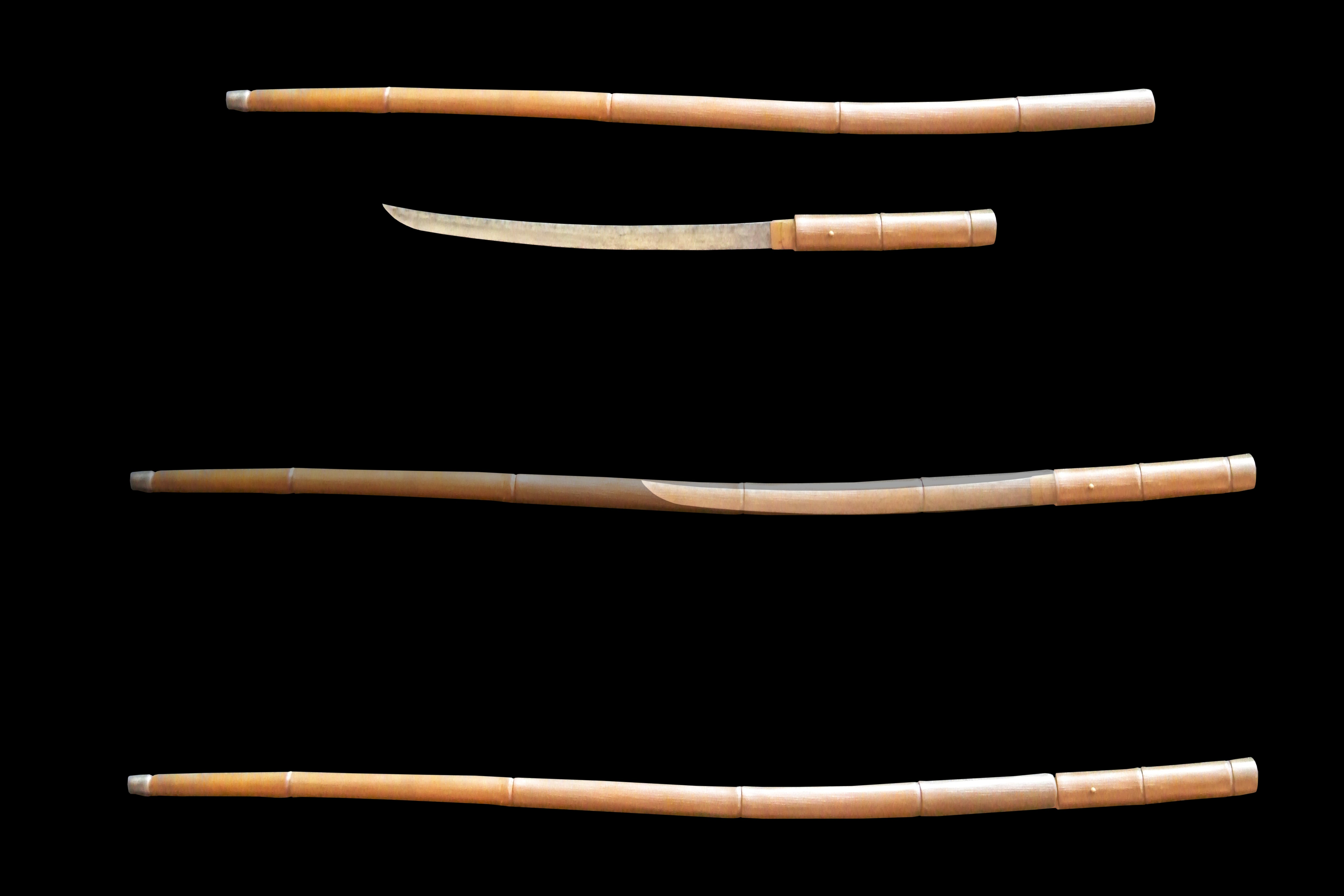
Shikomizue – tantō ukryty w lasce

Shirasaya używane była głównie podczas składowania ostrzy lub w trakcie zmiany elementów lub całości właściwej oprawy (koshirae), używanie jej zatrzymywało wilgoć, zapobiegało korozji i pozwalało ostrzu „oddychać”. Nie były nigdy pokrywane lakierem, laką lub olejami gdyż zaburzyłoby to mikroklimat w jej wnętrzu i mogło spowodować korozję.
Z powodu braku jelca (tsuba), czy też oplotu na tsuka wbrew powszechnym opiniom nigdy nie były one używane w warunkach bojowych. Nie były też używane do noszenia miecza przez samuraja przy pasie. Oczywiście składowany w shirasayi miecz wciąż mógł być awaryjnie użyty zgodnie ze swoim przeznaczeniem gdyż mocowanie tsuki na kołeczek mekugi jest mocowaniem pewnym. 
Po wejściu w życie edyktu Haitō-rei, zakazującego noszenia mieczy zaczęto stosować, często mylone z shirasaya, oprawy (laski, kije) z ukrytymi ostrzami zwane shikomi-zue, symulujące m.in. specjalne kije do długich wędrówek czy laski. Miecze ukrywane w takich oprawach były jednak często niskiej jakości, nieproporcjonalnie wykute.